# Rivière Brador
Pour les articles homonymes, voir Brador.
La rivière Brador (jadis désigné "Rivière de la Baie de Brador") coule dans la municipalité de Blanc-Sablon, dans la municipalité régionale de comté (MRC) Le Golfe-du-Saint-Laurent, dans la région administrative de la Côte-Nord, au Québec, au Canada.

## Géographie
La rivière Brador prend sa source du "Lac Brador Cabin", situé à 13 km à l'ouest de la frontière Québec-Labrador. Ce lac s'approvisionne notamment des eaux en amonts des lacs : Philip Bridge et Shirt Tail. Tandis que la décharge des lacs Stove Pipe Gulch et L. Bezeau, se déverse dans la rivière Brador.
La rivière coule vers le sud, à l'extrême Est de la province de Québec ; son parcours est en parallèle à la limite du Labrador. Après avoir traversé la route 138, elle se déverse dans la Baie de Brador, située dans le Détroit de Belle Isle, au Nord-Est du village de Blanc-Sablon. L'embouchure de la rivière est située à 3,2 km au nord du hameau "Brador" et à 13 km à l'ouest de la frontière Québec-Labrador.

## Toponymie
Blotti sur la rive orientale de la baie du même nom, le hameau Brador est situé à 8 km à l'ouest de la frontière Québec–Labrador. Ce hameau était désigné au XVIIIe siècle sous les toponymes de "Fort-Pontchartrain" et de "Baie-Phélipeaux". Ce hameau est intégré à la municipalité de Blanc-Sablon.
Le terme "Brador" est un dérivé tronqué du terme "Labrador". La syllabe "la" de ce toponyme a été amputée étant considérée un article. Cette graphie tronquée de son premier élément figura très tôt dans les documents de la Nouvelle-France. Dans ses notes de voyage, Samuel de Champlain écrivait parfois «la Brador», parfois «Labrador». En 1704, le fort Pontchartrain sera érigé à Brador, sous la direction de Augustin Le Gardeur de Courtemanche. Jadis, Blanc-Sablon et ses environs servirent avaient une vocation autant maritimes que militaires.
Dans la municipalité de Blanc-Sablon, plusieurs toponymes utilisent le terme "Brador" : village, municipalité, baie, rivière, le lac, la baie, "Collines de Brador", le "Refuge d'oiseaux de la baie Brador" et la "Réserve de biodiversité projetée des Collines de Brador".
Le toponyme "rivière Brador" a été officialisé le 5 décembre 1968 à la Banque des noms de lieux de la Commission de toponymie du Québec.